# 川端康生
川端 康生（かわばた やすお、1965年1月3日 - ）は日本のフリーライター。大分県中津市出身。

## 来歴
1971年、福岡市立大名小学校に入学。以後、福岡市立花畑中学校、津市立西橋内中学校、三重県立津高等学校、早稲田大学へ進学。
生まれは大分県中津市だが、物心つく頃には福岡市大手門（現在の中央区）在住、平和台球場に隣接する赤坂幼稚園に入園したことをきっかけに、西鉄ライオンズ→太平洋クラブライオンズ→クラウンライターライオンズ （現埼玉西武ライオンズ）の友の会に入会するほどのファンとなった。また自らも小学3年から野球に熱中、最初に入った花畑中学に野球部がなかったため中学時代は水泳部に属し、三重県転居後には中体連で優勝するほどになったが、高校時代は再び野球部に在籍し、その間成績が急降下、部活引退後も勉強に身が入らず、大学受験はすべて不合格、1年間名古屋市の早稲田予備校での寮生活を経て、1984年早稲田大学社会科学部入学。
大学時代には子供時代からの憧れと高校の先輩がいたことからラグビーを始めたが1年で退部。また中型二輪免許を取得し、ツーリングを趣味としていた。
1988年、早稲田大学を中退後、新宿ゴールデン街での仕事や、日本プロサッカー株式会社なる会社を経て、8月より『週刊宝石』（光文社）にて取材記者として活動。
『週刊宝石』では経済を中心に社会、芸能、スポーツなどを取材。1991年12月同編集部を離れる。
その後はスポーツを中心に取材、広島アジア大会で初の国際大会取材、アトランタ五輪サッカーアジア予選で日本が28年ぶりのオリンピック出場を決めた試合の現場に立ち会う。その後も2002年サッカーワールドカップが日本と韓国の共同開催となることが決まったFIFA総会や、いわゆる『ジョホールバルの歓喜』でも現地取材。
湘南ベルマーレとは、1996年、ベルマーレ平塚時代にアジアスーパーカップに出場しアウェーで対戦した天安一和天馬（現城南FC）との試合の取材の頃からの縁。

## 活動
1990年以後はスポーツを中心に活動。特にJリーグ創設以降はサッカーに特化している。中でも湘南ベルマーレと交流が深い。2007年開講の「湘南ベルマーレスポーツマスコミ塾」では講師も務めている。
スポーツ誌以外にも一般誌、経済誌などでも活動している。
2011年の東日本大地震以後は東北を中心にキャンピングカーで一人旅を続けている。

## 著書
- 『泣いちゃった…けどワールドカップ』（1998年3月、NCY）
- 『冒険者たち』（2002年2月、学研）
- 『プロサッカー選手になるには』（2004年4月、ぺりかん社）
- 『日韓ワールドカップの覚書』（2004年10月、講談社）
- 『星屑たち』（2005年1月、双葉社）
- 『負けずじゃけん。』（2006年2月、枻出版）
- 『フットボールタイム』（2006年9月、枻出版）
- 『東京マラソンの舞台裏』（2008年1月、枻出版）
- 『スポーツライターになろう！』（2009年10月、青弓社）